# 파스칼 그로스
파스칼 그로스(독일어: Pascal Groß, 1991년 6월 15일 ~)은 독일의 축구 선수로 현재 분데스리가의 보루시아 도르트문트에서 미드필더로 활약하고 있다.

## 대회 성적

### 클럽
FC 잉골슈타트
- 2. 분데스리가 : 우승 (2014-15)

 브라이턴 & 호브 앨비언
- 잉글랜드 FA컵 : 4강 (2018-19, 2022-23)

### 개인 수상
- 브라이턴 & 호브 앨비언 올해의 선수 : 2017-18, 2023-24